# Belgische rijpony
Een Belgische rijpony (BRP) is een type pony met een stokmaat van 1,10 tot 1,49 meter, afkomstig uit België. Ze zijn zeer veelzijdig en komen in agility, jumping, dressuur, grondwerk, western, endurance en vrijheidsdressuur voor. 
De meeste BRP's hebben een actieve gang. Ze hebben meestal een gewillig karakter. Sommigen hebben een introvert en andere eerder een extravert karakter. Pony's die sneller leren hebben vaak spitsere oren of een “ster” uit haren op hun voorhoofd.
Ze zijn erg sociaal met andere paarden, en kunnen elke discipline aan, mits juiste scholing. Ze vertrouwen je blindelings indien je hen jouw respect teruggeeft. 
Dit ras is in principe een kleinere, compactere vorm van een Belgisch warmbloedpaard. Ze worden ook in hetzelfde stamboek Belgisch warmbloedpaard ingeschreven.